# Comic Cavalcade
Comic Cavalcade fue una revista de historietas antológica publicada por DC Comics entre 1942 y 1954.
Varias editoriales estadounidenses de revistas de historietas entre la década de 1930 y 1940 publicaban títulos que presentabna a varios personajes, usualmente con un personaje importante. En cambio, Comic Cavalcade presentaba tres personajes que tenían ya sus títulos, como Flash en Flash Comics, Linterna Verde en All-American Comics o Mujer Maravilla in Sensation Comics o . En cambio, Comic Cavalcade presentaba historias de esos tres personajes a la vez. 
Un personaje regular que no era superhéroe, el periodista Johnny Peril, fue presentado en Comic Cavalcade. Antes de su primera aparición, sus raíces se encuentran en una historia autoconclusiva llamada "Just a Story" en el número 15 (julio de 1946), por el guionista/artista Howard Purcell. A partir del número 22 (septiembre de 1947), la serie antológica  "Just a Story" tuvo a Peril generalmente como un testigo o narrador más que el protagonista de la historia. A partir de ese númerol título pasó a ser "Johnny Peril Tells Just a Story", y eventualmente cambió a "Johnny Peril's Surprise Story" cuando este comenzó a tener protagonismo hasta el final de esa serie en el número 29 (noviembre de 1948). El personaje terminaría apareciendo con sus propias historias en los títulos All-Star Comics, Danger Trail y Sensation Comics hasta 1953. Regresaría en 1968 en la edad de plata en el título The Unexpected.
Publicada al comienzo trimestralmente, el título pasó a ser bimestral a partir del número 14 (abril/mayo de 1946). Cuando los superhéroes comenzaron a caer en popularidad luego de la guerra, el título fue renovado completamente a partir del número 30 (diciembre de 1947/enero de 1948) pasando a ser una revista de humor con animales de protagonistas. Los protagonistas principales eran Fauntleroy Fox y Crawford Crow, adaptación a historieta de los dibujos animados creados por Frank Tashlin, junto a creaciones de Woody Gelman como The Dodo and the Frog y Nutsy Squirrel. Para este entonces la revista fue reducida a 76 páginas.
Con 96 páginas al comienzo, Comic Cavalcade tenía un cincuenta por ciento más de páginas de las revista de historietas de ese entonces y su precio era de 15 centavos, cuando el precio promedio de esas revistas era de 10 centavos. Aunque el precio se mantuvo con el tiempo, el número de páginas fue cayendo, llegando a 64 páginas en su número final.
El título luego sería referenciado en el título de la década de 1970 Cancelled Comic Cavalcade.